# Torjanci
Torjanci (Hongaars: Torjánc) is een plaats in de gemeente Petlovac in de Kroatische provincie Osijek-Baranja. De plaats telt 317 inwoners (2001). Tot 1920 behoorde de plaats tot Hongarije. In de Tweede Wereldoorlog was het ook weer een aantal jaren onderdeel van Hongarije.
De plaats ligt ten noorden van de rivier de Drava.